# Stichopus horrens
Holothurie verruqueuse
Espèce
Statut de conservation UICN

 DD  : Données insuffisantes
L'Holothurie verruqueuse (Stichopus horrens) est une espèce d'holothurie de la famille des Stichopodidae.

## Description
C'est une holothurie de taille respectable, mesurant en moyenne une grosse vingtaine de centimètres, pour un maximum de 40 voire 50 cm. Son corps robuste et ferme est de section grossièrement quadrangulaire, aplati sur la face ventrale et parfois les autres faces, souvent presque trapézoïdal et plus ou moins capitonné. Les angles supérieurs sont parsemés de deux rangées plus ou moins régulières de gros tubercules arrondis ressemblant à des verrues, deux autres rangées de plus petits tubercules étant présents sur la face dorsale, mais ces verrucosités tendent à s'atténuer avec l'âge et semblent variables suivant les spécimens ; ces papilles peuvent s'allonger ou se rétracter si l'animal se sent menacé. La couleur générale est très variable, pouvant être grisée, beige, brune, mais aussi rougeâtre ou presque noire, souvent avec des taches sombres irrégulières, la face ventrale est claire, et densément couverte de podia. La bouche est ventrale et entourée d'une vingtaine de courts tentacules peltés, et l'anus est terminal.
Cette holothurie n'émet pas de tubes de Cuvier.

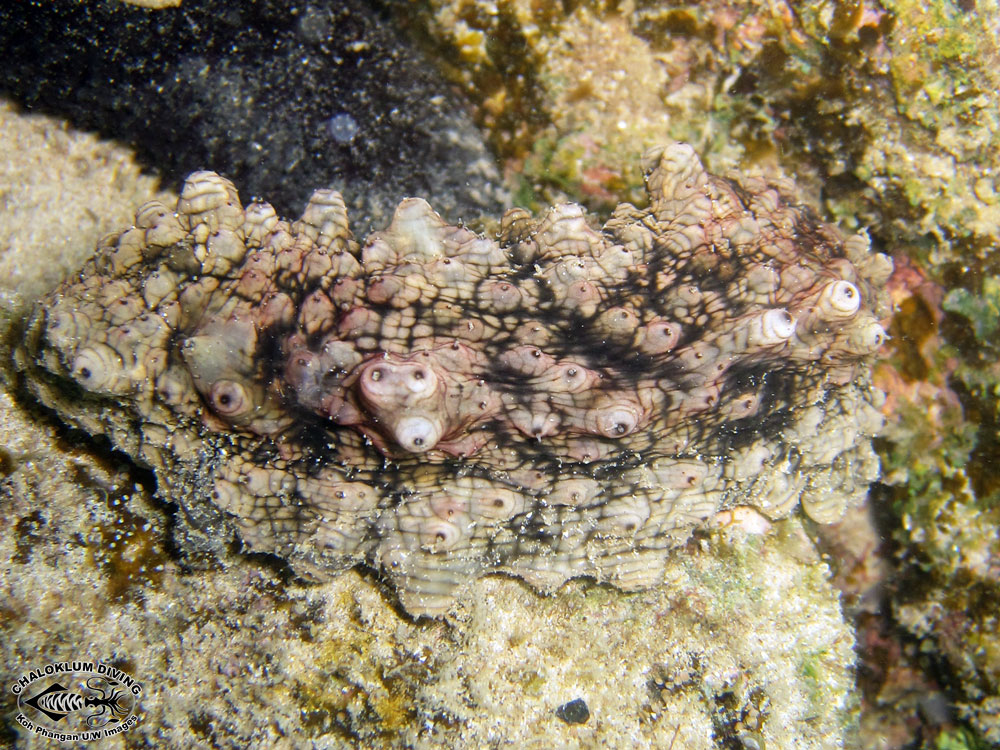
Stichopus horrens en Thaïlande.
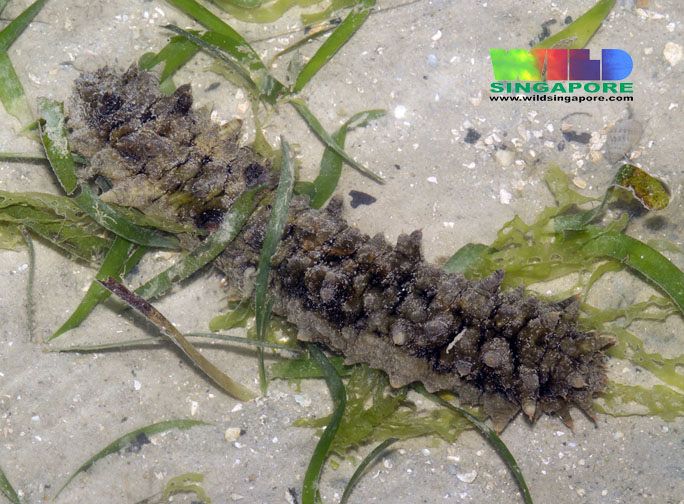
A Singapour.
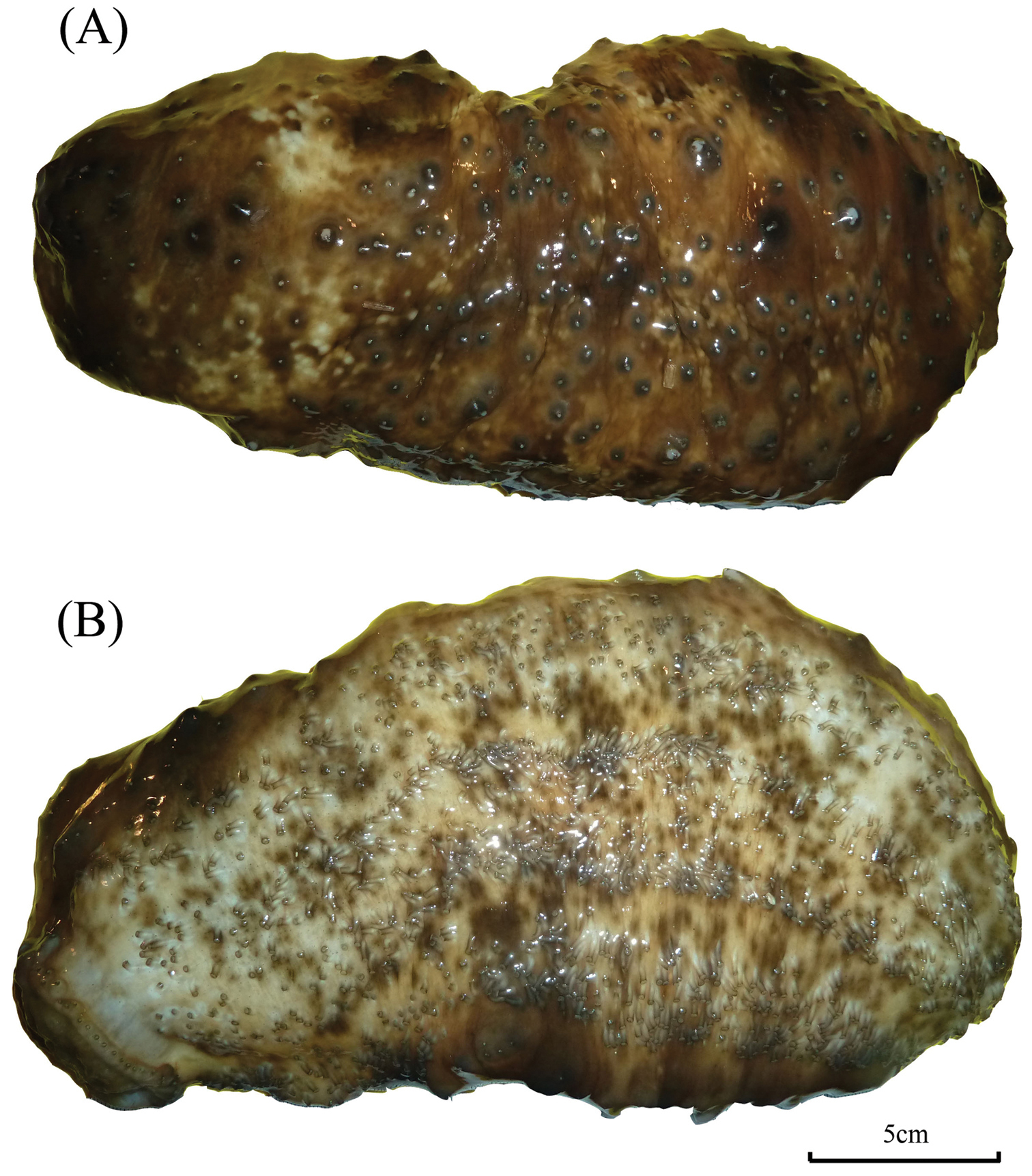
Vue dorsale et ventrale.

Cette holothurie peut être confondue avec plusieurs autres espèces de son genre d'allure proche, comme les très similaires Stichopus monotuberculatus et Stichopus pseudhorrens, mais aussi Stichopus herrmanni (plus grosse et à la livrée moins complexe), Stichopus naso (plus fauve), ou encore Stichopus vastus (souvent jaune vif, parcourue de motifs réticulés). Il est également probable que cette espèce soit en réalité un complexe de 4 ou 5 espèces distinctes, encore peu différenciées. Les études génétiques tendent par ailleurs à contredire la classification fondée sur les spicules. Aux îles Salomon, trois morphotypes coexistent mais ne semblent pas distincts génétiquement (et Stichopus monotuberculatus semble génétiquement absent).

## Habitat et répartition
On trouve cette holothurie dans des eaux peu profondes (2-20 m, souvent dans les 5 premiers mètres), sur des substrats meubles au sein des écosystèmes coralliens avec une préférence pour le sable ou les herbiers.
On le rencontre principalement dans les écosystèmes coralliens de l'Indo-Pacifique, depuis la Mer Rouge et la côte est-africaine jusqu'au Pacifique est, en passant par l'Asie du sud-est et l'Australie.

## Écologie et comportement

### Alimentation
Cette espèce se nourrit par filtration du sédiment. Elle trie et ingère le sédiment à l'aide de ses tentacules buccaux peltés qui amènent la matière organique à se bouche. La digestion est lente, et débouche sur des excréments tubulaires contenant principalement du sable purifié.

### Éthologie
C'est une espèce principalement nocturne, à faible densité de population.

### Reproduction
La reproduction est sexuée (la maturité est atteinte vers 17 cm), et la fécondation a lieu en pleine eau après émission synchronisée des gamètes mâles et femelles, généralement en été. La larve évolue parmi le plancton pendant quelques semaines avant de se fixer pour entamer sa métamorphose.
Une reproduction par scissiparité est également observée.

## L'holothurie verruqueuse et l'homme
Cette espèce est comestible, et exploitée commercialement pour le marché asiatique (où elle est vendue sous les noms de « trepang » - nom générique culinaire des holothuries - ou « Selenka's sea cucumber ») ; même si elle n'est pas la plus réputée des holothuries pour la consommation (elle est notamment difficile à préparer car elle se désintègre facilement hors de l'eau), son exploitation massive tend à s'intensifier après l'effondrement des stocks d'espèces plus appréciées. Cependant, les données scientifiques sur sa population sont néanmoins encore insuffisante pour lui assigner un classement sur la liste rouge de l'IUCN.